# Kościół i klasztor dominikanów w Zwolle
Kościół i klasztor dominikanów (nid. Dominicanenkerk en -klooster) – neogotycki kompleks zakonu dominikanów znajdujący się w holenderskim mieście Zwolle.

## Historia
W 1465 dominikanie kupili działkę na północ od miejskich murów, a w następnym roku rozpoczęto budowę klasztoru. Pierwszym przeorem placówki wybrano Engelbertusa Messenmakera. W 1493 ukończono budowę bezwieżowego, dwunawowego kościoła, znanego dziś jako Broerenkerk. Klasztor rozwiązano w 1580 roku pod naciskiem protestantów.
Dominikanie wrócili do Zwolle pod koniec XIX wieku, działkę pod budowę nowego klasztoru podarowało małżeństwo rolników o nazwisku Van de Vegte-Beumer. Projekt sporządził Johannes Kayser, Kamień węgielny pod budowę wmurowano 3 maja 1900. Pierwsi zakonnicy zamieszkali w klasztorze 12 grudnia 1901, w lutym 1902 ukończono budowę kościoła, a 19 sierpnia tego roku konsekrowano świątynię.
W 1933 najwyższe piętro klasztoru zostało zniszczone przez pożar, szkody szybko naprawiono, a klasztor nadbudowano o kolejną kondygnację. Kolejne cele utworzono w 1948 roku. W latach 50. w placówce przebywało ok. 80 zakonników. W 1965 świątynię ustawiono siedzibą rektoratu pw. św. Józefa. W 1966 zrezygnowano z udzielania kursów filozoficznych w klasztorze, a wszyscy bracia-studenci klasztoru Albertinum w Nijmegen. Niewykorzystywane sale przeznaczono na wynajem. W latach 1982–1994 wyremontowano kościół klasztorny. W latach 1997–2013 w placówce mieszkało kilka dominikanek tworzących wspólnotę Kohèlet. W 2020 sporządzono projekt remontu kompleksu.

## Architektura i wyposażenie kościoła
Kompleks wzniesiono na planie kwadratu z otoczonym krużgankiem dziedzińcem pośrodku. Witraże są autorstwa Raymundusa van Bergena, a prospekt organowy i mozaikową posadzkę prezbiterium wykonał Jan Stuyt. Stalle chórowe wykonał miejscowy artysta Anton Bolmers. 37-głosowe organy zostały wzniesione w 1916 roku przez P.J. Ademę, były kilkukrotnie remontowane, ostatnia restauracja miała miejsce 2008 roku.

## Galeria

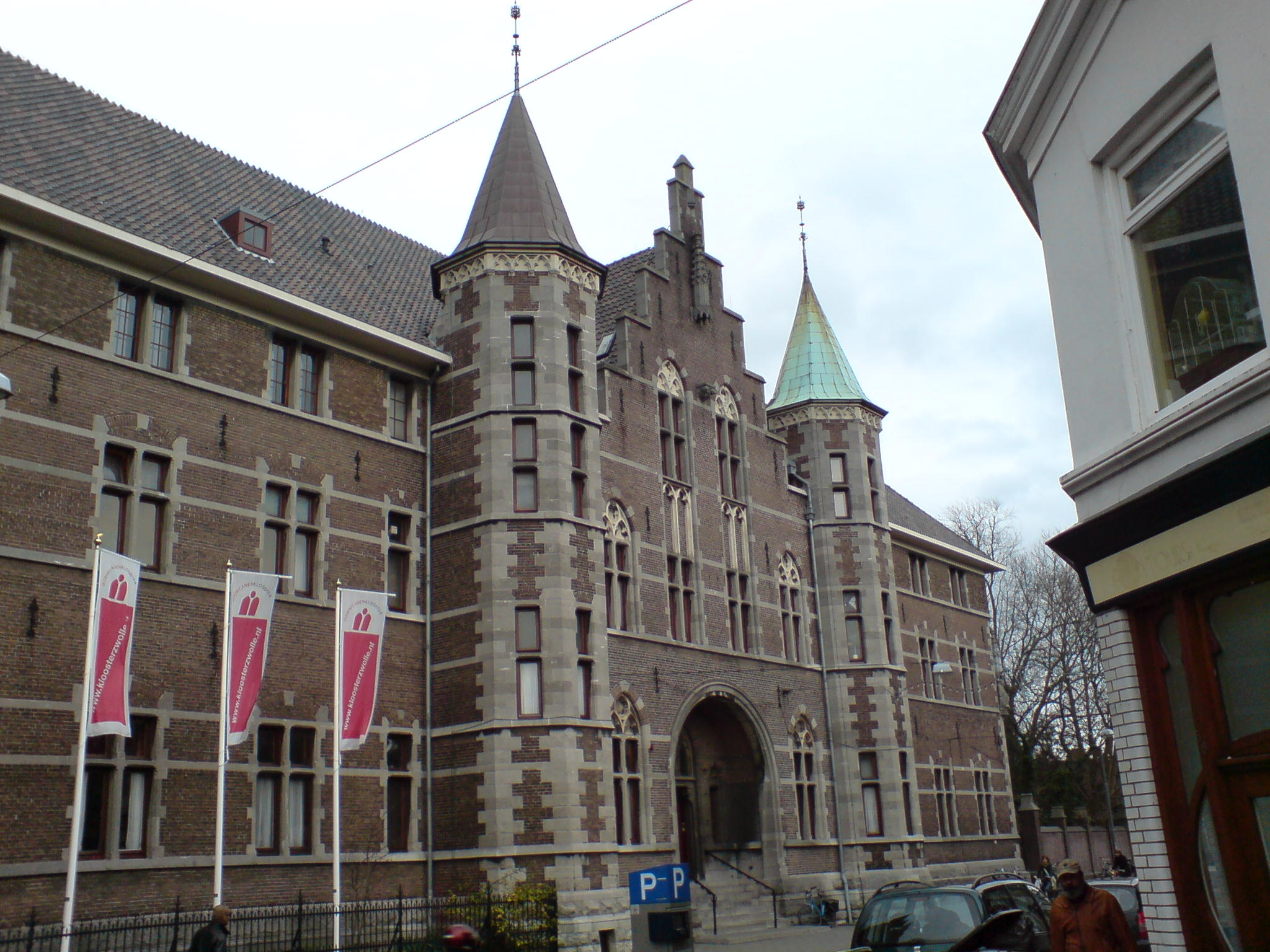
Klasztor
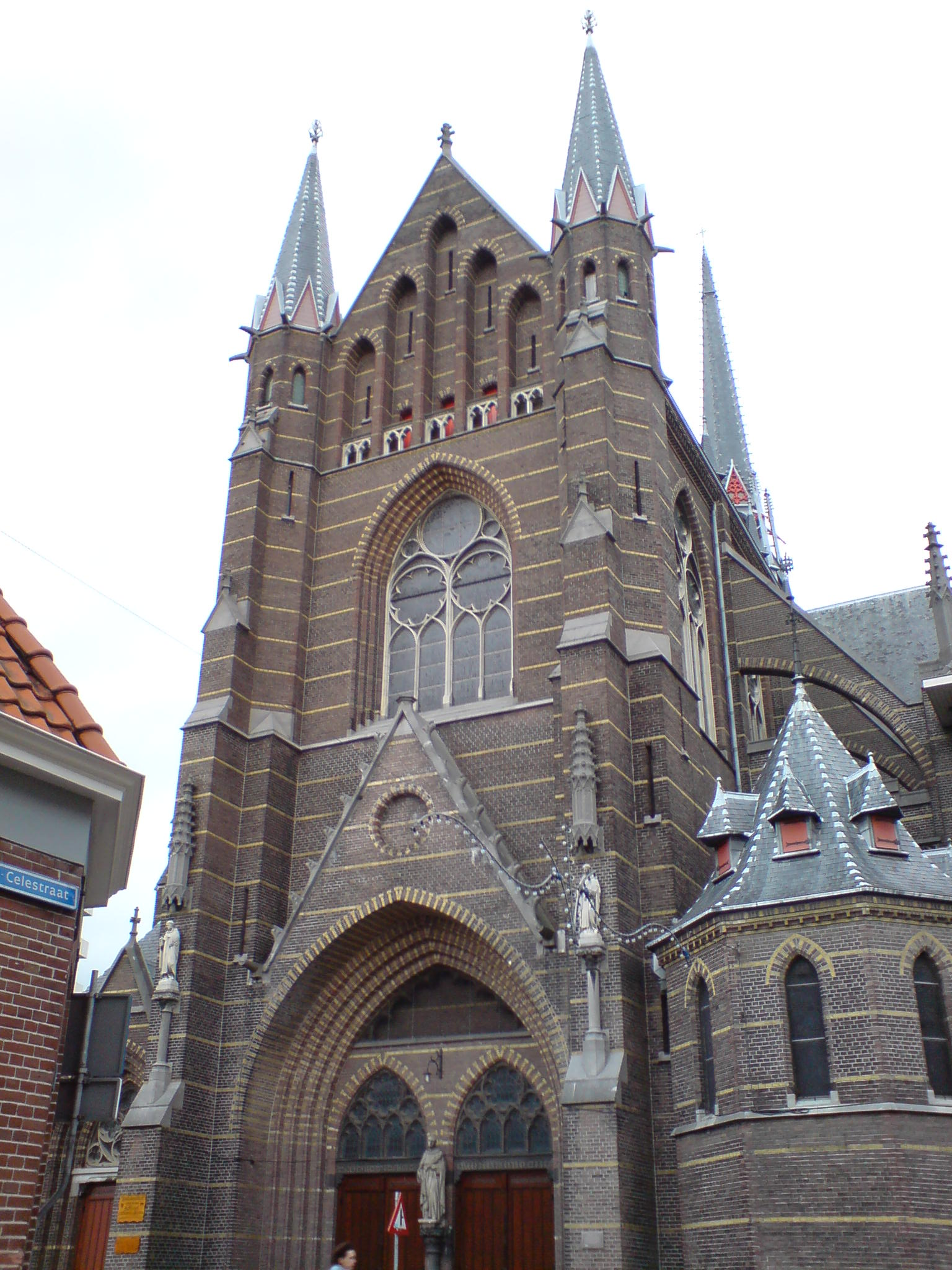
Fasada kościoła
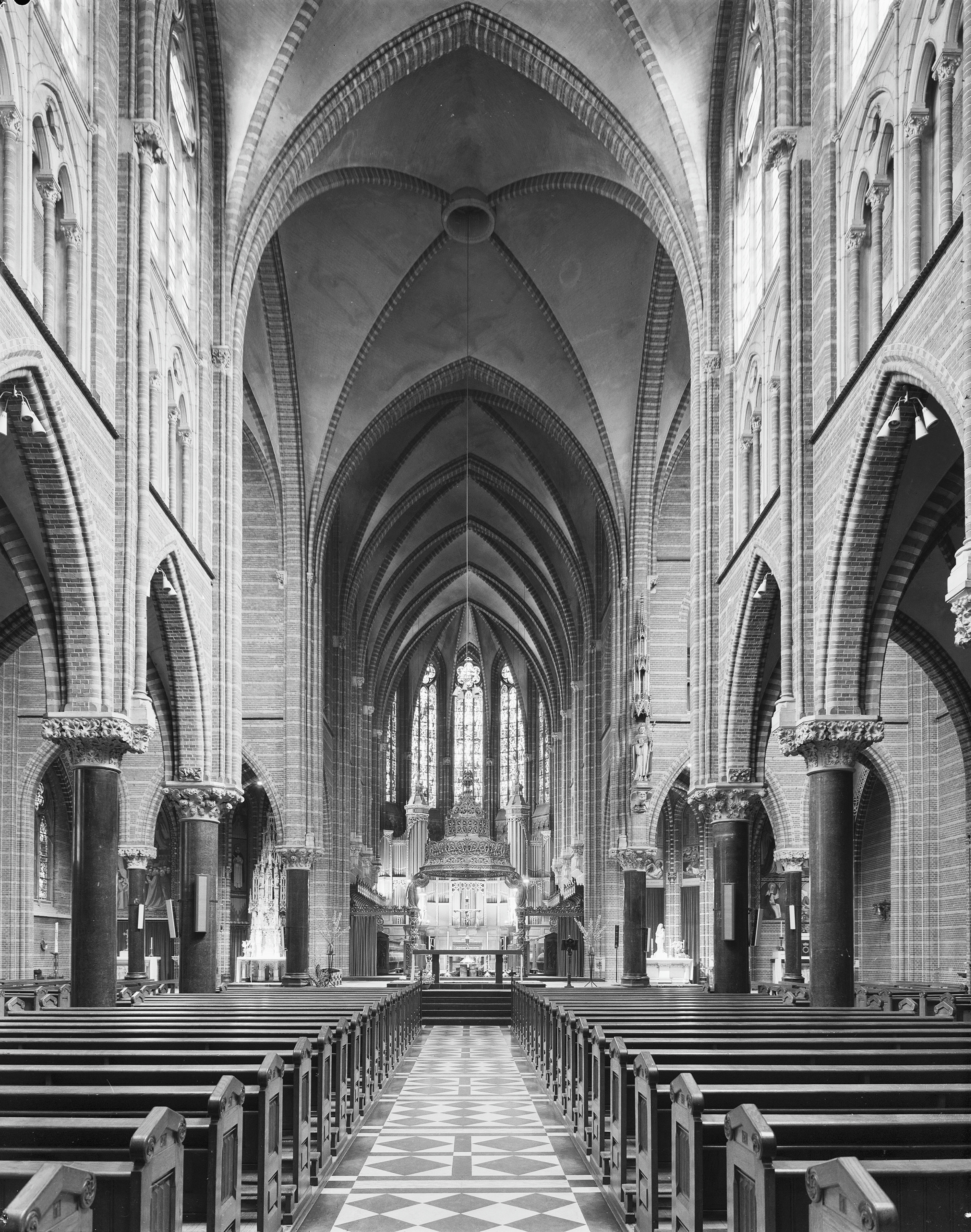
Wnętrze w 1972
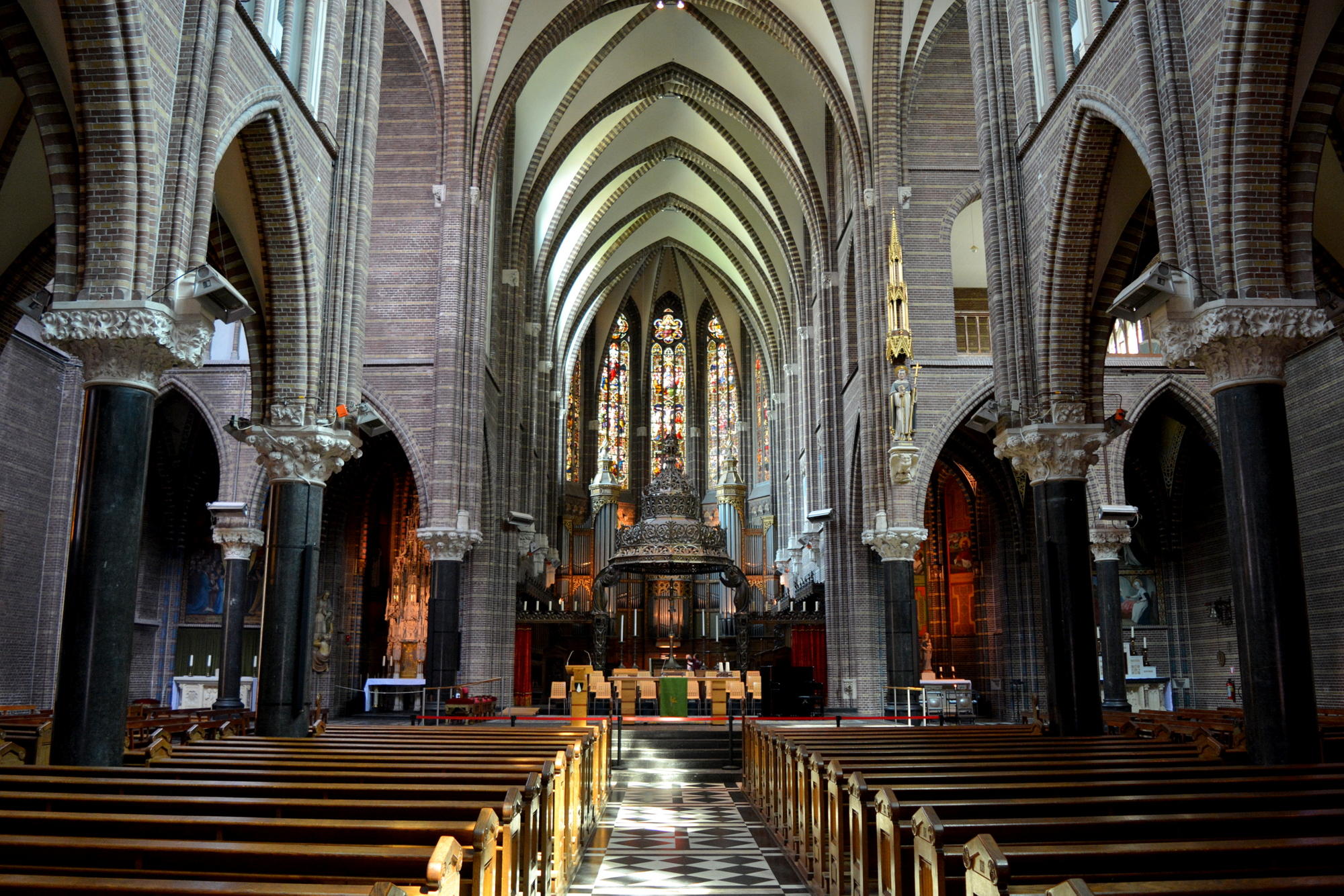
Wnętrze w 2016
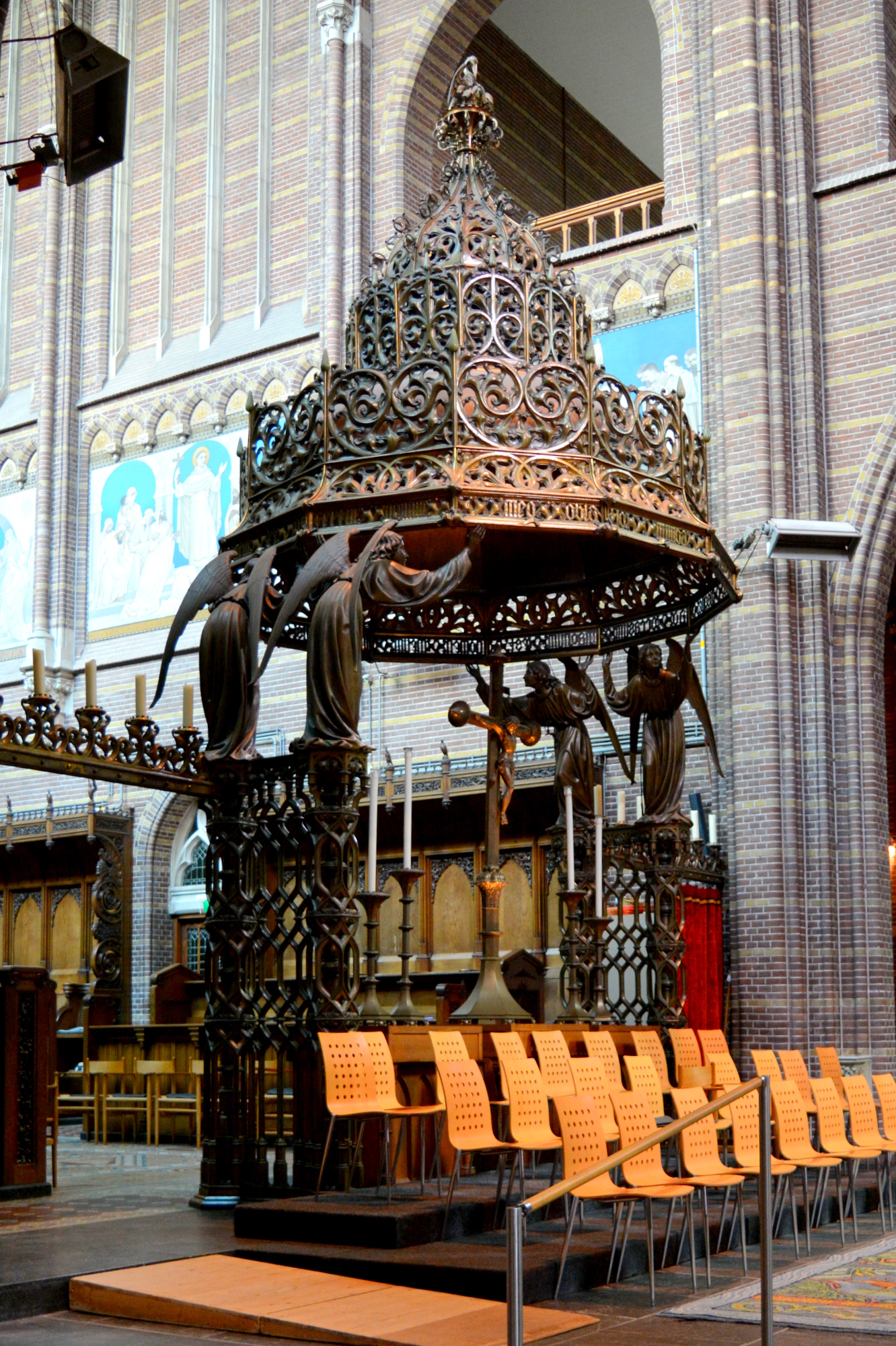
Ołtarz z baldachimem
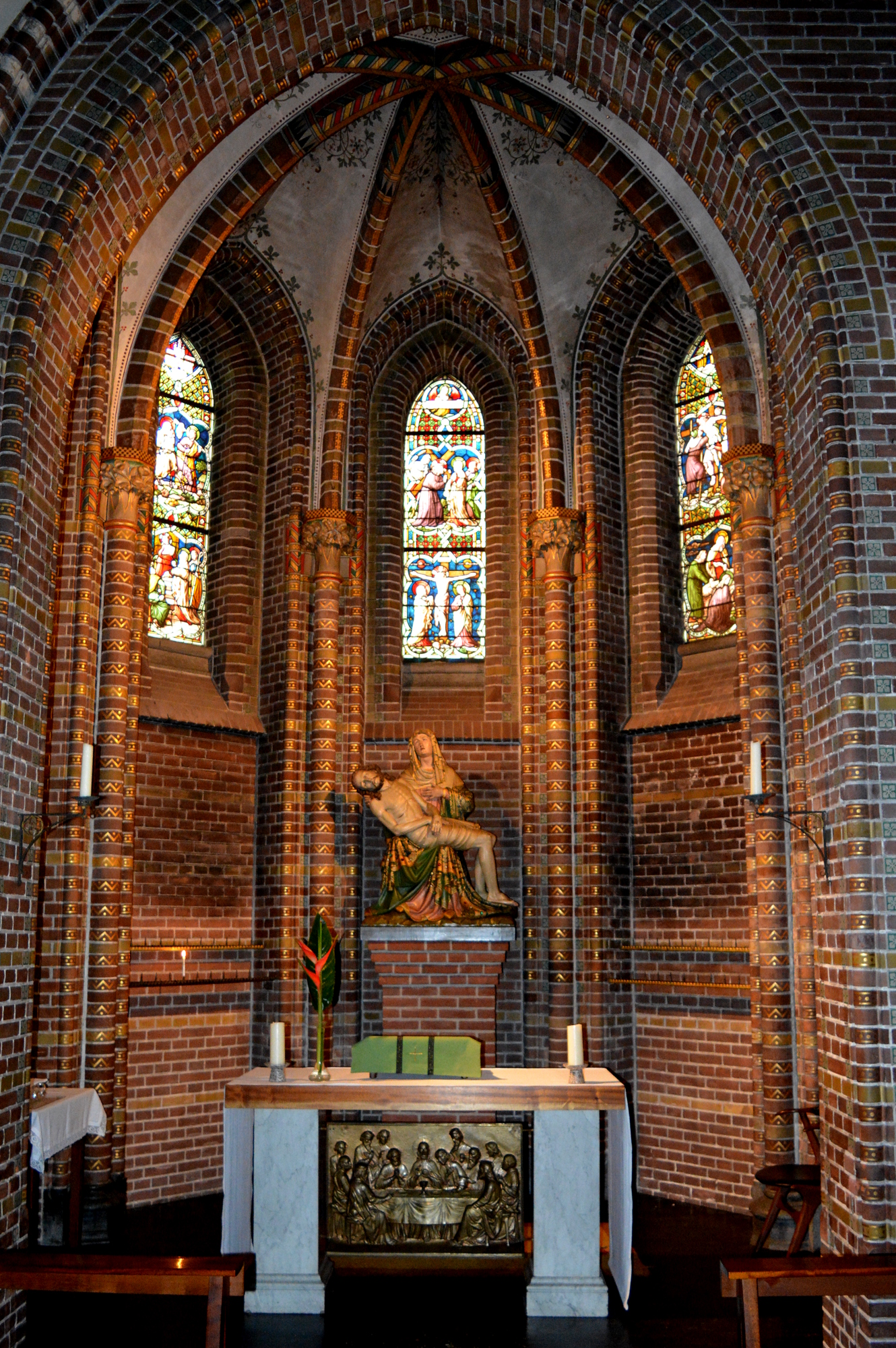
Kaplica z pietą
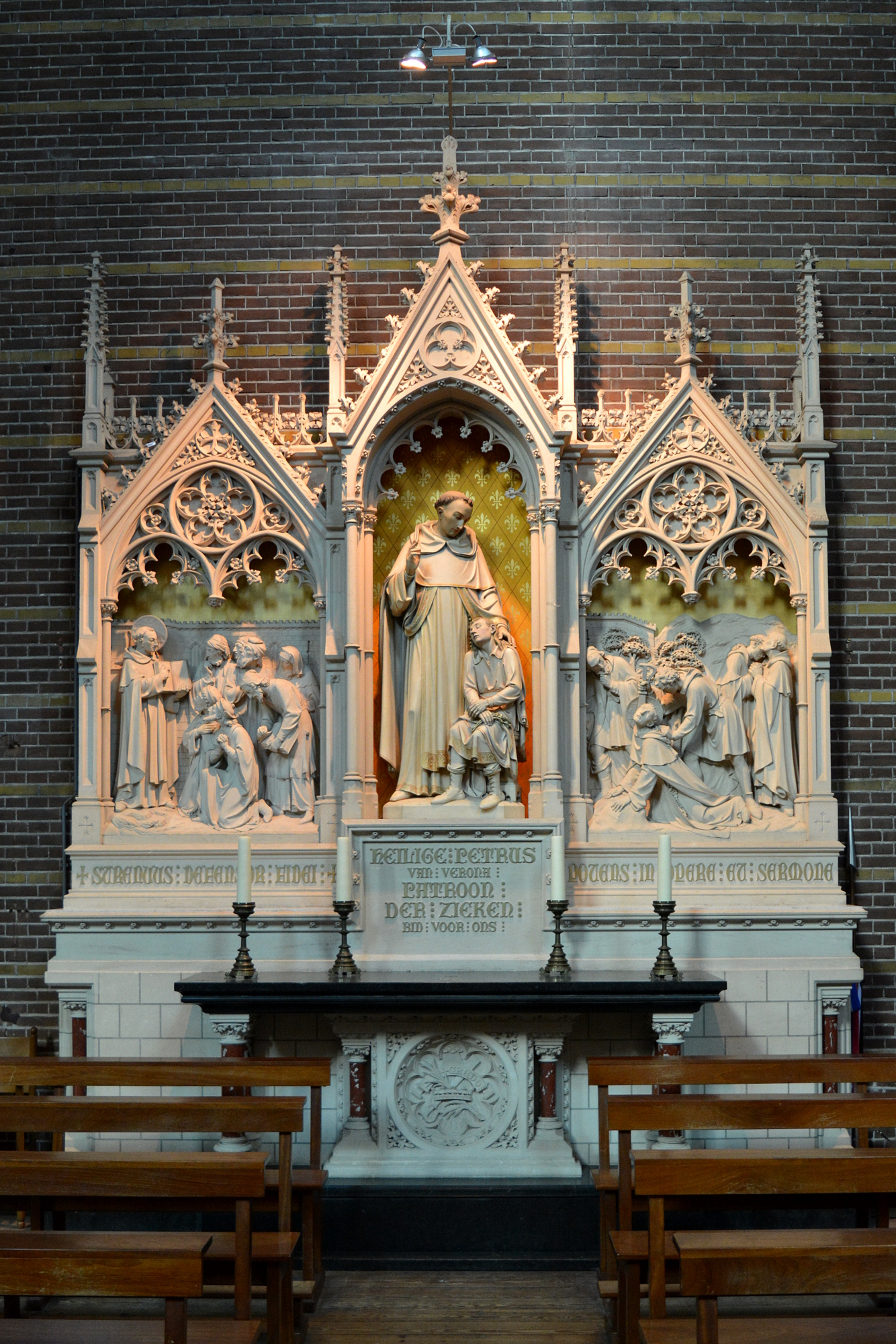
Ołtarz św. Piotra z Werony